# Slepýšovití
Slepýšovití (Anguidae) jsou čeledí ještěrů s protáhlým tělem a redukovanými končetinami. V ČR žijí dva druhy, hadům podobní slepýš křehký a slepýš východní (dříve označovány jako poddruhy slepýše křehkého). Největším druhem je blavor žlutý z jižní Evropy a Blízkého Východu, který dorůstá délky až 135 cm.

## Charakteristika
Slepýšovití mají štíhlé tělo a dlouhý lámavý ocas, končetiny bývají menší a u některých druhů jsou patrné jen jako rudimenty na kostře. Toto se týká především podčeledi slepýši, aligátorci mají končetiny normálně vyvinuté. Jazyk je dlouhý a rozeklaný. Společným znakem všech slepýšovitých je tzv. osteodermový podkožní kryt, tuhé ochranné brnění, které však způsobuje, že beznozí zástupci postrádají rychlost, mrštnost a ohebnost hadů.
Žijí na zemi nebo pod zemí a živí se hlavně hmyzem včetně larev, žížalami a dalšími bezobratlými.

## Systematika
Navzdory své velké podobnosti se scinky (například krátkonožka evropská známá i z jihu Slovenska), jimž jsou rozhodně více podobní než hadům, jsou slepýšovití spíše příbuzní varanům nebo agamám.

## Rozšíření
Slepýšovití jsou rozšířeni v Evropě, Asii i Americe a je známo přes 100 recentních druhů.